# Kiscsősz
Kiscsősz là một thị trấn thuộc hạt Veszprém, Hungary. Thị trấn này có diện tích 9,04 km², dân số năm 2010 là 128 người, mật độ 14 người/km².